# Castelsardo
Castelsardo is een gemeente in de Italiaanse provincie Sassari (regio Sardinië) en telt 5570 inwoners (31-12-2004). De oppervlakte bedraagt 45,5 km², de bevolkingsdichtheid is 122 inwoners per km².
De volgende frazioni maken deel uit van de gemeente: Lu Bagnu, Multeddu, San Giovanni, Terre Bianche.

## Demografie
Castelsardo telt ongeveer 2302 huishoudens. Het aantal inwoners steeg in de periode 1991-2001 met 3,3% volgens cijfers uit de tienjaarlijkse volkstellingen van ISTAT.
| Jaar | Inwoneraantal |
| ---- | ------------- |
| 1991 | 5236          |
| 2001 | 5410          |

## Geografie
De gemeente ligt op ongeveer 114 m boven zeeniveau.
Castelsardo grenst aan de volgende gemeenten: Sedini, Sorso, Tergu, Valledoria.